# Papendorf (Vorpommern)
Papendorf er en by og kommune i det nordøstlige Tyskland, beliggende i Amt Uecker-Randow-Tal i den sydøstlige del af Landkreis Vorpommern-Greifswald. Landkreis Vorpommern-Greifswald ligger i delstaten Mecklenburg-Vorpommern.

## Geografi
Papendorf er beliggende på vestbredden af floden Uecker, fire kilometer sydvest for Pasewalk. Motorvejen A 20 krydser Bundesstraße B 104 (Neubrandenburg - Stettin) ved frakørsel „Pasewalk-Nord“. Lige nord for kommunen ligger den lille Pasewalk flyveplads.

## Eksterne kilder og henvisninger
- Wikimedia Commons har flere filer relateret til Papendorf (Vorpommern)
- Kommunens side på amtets websted
- Befolkningsstatistik mm (Webside ikke længere tilgængelig)